# 小米空氣淨化器
小米空气净化器是小米科技公司旗下推出的空气净化器产品。
其初代产品于2014年12月9日发布，低于千元的市场定价使其成为了市场关注焦点。然而，发布当天，即爆出其抄袭的争议 。
目前最新产品为三代产品，于2019年8月推出。

## 背景
自2008年以来，中国大陆的空气质量问题受到严重关切，特别是在2008年北京奥运会期间。由此还引发了美国大使馆发布空气质量数据而引起风波。到了2013年冬季，中国大陆发生了影响东北到中东部的雾霾事件（参见2013年中国东北雾霾事件、2013年中国中东部严重雾霾事件），空气质量受到空前关注。2014年举办的互联网大会上，阿里巴巴集团董事局主席马云亦表达“水不好,空气不好,手机好有什么用”的观点。
小米公司之前在手机和平板等智能硬件领域有产品发布，旗下产品如小米手机获得一定的关注度。有分析指出，在这个节点上进行了空气净化器产品的开发，也与其进军智能家居市场的战略有关。

## 产品
小米空气净化器外观设计较为简约，为方形柱状设计，官方宣传指出，占地面积约一张A4纸张大小。
较为特别的是，小米空气净化器加入了wifi功能，可以与app进行连接。也应该也与小米公司的智能手机业务背景有关，为生态链产品的智能家居布局。
核心部分，采用的是较为特别的圆筒HEPA滤网，以及同轴双流式的风扇设计，这点与巴慕达的空气净化器有较高相似度。

### 小米空气净化器 2
在2015年12月，小米推出了空气净化器的第二款产品。虽然叫做“小米空气净化器 2”，但其实是性能参数较低的设计（关键的CADR值为330，初代标称406），体积上缩减40%，售价也设定在较低的人民幣699元（初代为899元）。

## 争议与丑闻

### 对巴慕达空气净化器的抄袭争议
巴慕达（英语：BALMUDA）是一家来自日本的公司，主营的产品主要为涉及台灯、风扇和加湿器能功能的附加类产品，以产品工业设计见长。被牵扯入抄袭风波的巴慕达AirEngine（安之风）空气净化器，于2012年11月发布。小米净化器发布后，大陆的多家媒体即报道了发布的小米产品与巴慕达产品的相似性。巴慕达官方随后于12月10日发布了声明，巴慕达董事长兼总经理寺尾玄也以个人名义发布了一份声明，指出小米产品与其产品的相似处，以及对抄袭行为的失望。小米就对空气净化器抄袭事件做出回应，发表《小米空气净化器与Balmuda产品的区别》。然而，该文中称Balmuda产品CADR数值仅为350-360，与该公司送测结果的CADR测试值469有较大出入。

### 滤芯炭粉泄漏
有消费者指出，小米空气净化器的滤芯存在炭粉泄漏，可能造成二次污染。小米初步回应为个别情况；在媒体介入曝光后，重视该问题并负责更换，但指称为运输过程的损坏。

### APP数据造假争议
有网友在拿到空气净化器后发现，滤芯的塑料包装并未拆开，但机器指示该滤芯已经进入消耗状态。
在有网友质疑小米空气净化器二代产品的滤芯计算存在问题后，也有媒体爆出二代净化器的APP数据涉嫌造假，来自5x兴趣社区的一份报道也指出，在人为增加测试舱颗粒的条件下，APP显示数值却反常出现下降。泡泡网与腾讯科技随后也进行测试。
实际测试显示，即便拆掉了滤网让净化器空转，APP中仍然会显示PM2.5数值下降。